# Campeonato Panamericano de Sóftbol Masculino de 2017
El Campeonato Panamericano de Sóftbol Masculino de 2017, es la X edición del torneo masculino de sóftbol continental organizado por la Confederación Panamericana de Sóftbol, y que es disputado en la ciudad de Santo Domingo (República Dominicana), del 15 al 24 de septiembre de 2017.
El torneo otorga cinco (5) cupos para el Campeonato Mundial de Sóftbol Masculino de 2019. Igualmente, otorga 5 cupos para el torneo de sóftbol de los Juegos Panamericanos de 2019; y a la vez, 6 cupos (mínimo un cupo para la región inglesa caribeña) para el torneo de sóftbol de los Juegos Centroamericanos y del Caribe de 2018.

## Participantes
Se anunciaron los 16 participantes del torneo:
- Argentina
- Aruba
- Bahamas
- Belice
- Brasil
- Canadá
- Colombia
- Costa Rica
- Cuba
- Estados Unidos
- Guatemala
- México
- Panamá
- Puerto Rico
- República Dominicana
- Venezuela

## Emparejamiento
La distribución de las selecciones fue presentada oficialmente el 4 de septiembre. También se muestra la posición en el ranking mundial, así como su participación en el último campeonato
| Grupo A              | Ranking | 2014 |            | Grupo B | Ranking | 2014 |
| -------------------- | ------- | ---- | ---------- | ------- | ------- | ---- |
| Venezuela            | 7       | 1ro  | Argentina  | 3       | 2do     |      |
| Estados Unidos       | 6       | 4to  | Canadá     | 4       | 3ro     |      |
| República Dominicana | 11      | 5to  | México     | 9       | 6to     |      |
| Colombia             | 15      | NP   | Guatemala  | 18      | 7mo     |      |
| Aruba                | SR      | NP   | Bahamas    | SR      | NP      |      |
| Brasil               | SR      | NP   | Belice     | SR      | NP      |      |
| Cuba                 | SR      | 8vo  | Costa Rica | SR      | NP      |      |
| Puerto Rico          | SR      | NP   | Panamá     | SR      | NP      |      |

- Nota: L=local. SR=sin ranking. NP=no participó

La presencia de 5 selecciones Top-12 del ranking, otorgará la máxima cantidad posible de puntos al equipo campeón: 500 puntos. Igualmente, la presencia de 8 equipos no ranqueados, les asegura su aparición en la próxima publicación del ranking.

## Formato
Las 16 selecciones disputaran una fase de grupos de 8 equipos cada uno, bajo el sistema de todos contra todos. Los cuatro mejores de cada grupo clasifican a la ronda de campeonato, que se disputará bajo el Sistema de eliminación Page.
En todos los partidos se estipuló la regla de piedad, identificada bajo la terminología de la WBSC como regla de carreras de ventaja. Para el torneo panamericano, cuando un partido con 15 o más carreras de diferencia con tres entradas completas, 10 carreras para cuatro entradas, o 7 carreras para 5 entradas o más entradas; implicará la terminación del mismo.

## Ronda de apertura
La ronda de apertura se jugará entre el 15 y el 20 de septiembre.
- Los horarios corresponden al huso horario de Santo Domingo (UTC -04:00)

### Grupo A
| Equipo               | G | P | Avg   | Dif |
| -------------------- | - | - | ----- | --- |
| Venezuela            | 7 | 0 | 1.000 | -   |
| Estados Unidos       | 5 | 2 | 0.714 | 2   |
| Cuba                 | 5 | 2 | 0.714 | 2   |
| Colombia             | 5 | 2 | 0.714 | 2   |
| República Dominicana | 3 | 4 | 0.429 | 4   |
| Puerto Rico          | 2 | 5 | 0.286 | 5   |
| Aruba                | 1 | 6 | 0.143 | 6   |
| Brasil               | 0 | 7 | 0.000 | 7   |

     – Clasifica a la ronda de campeonato.

     – Eliminado.
| Fecha            | Hora  | Visitante            | Resultado | Local                |
| ---------------- | ----- | -------------------- | --------- | -------------------- |
| 15 de septiembre | 14:30 | Cuba                 | 7-0 (5i)  | Colombia             |
| 15 de septiembre | 17:30 | Aruba                | 2-12 (4i) | Puerto Rico          |
| 15 de septiembre | 20:30 | República Dominicana | 15-0 (3i) | Brasil               |
| 16 de septiembre | 14:00 | Venezuela            | -         | Cuba                 |
| 16 de septiembre | 16:30 | Puerto Rico          | -         | Brasil               |
| 16 de septiembre | 19:00 | República Dominicana | -         | Colombia             |
| 17 de septiembre | 08:30 | Estados Unidos       | 4-8 (8i)  | Venezuela            |
| 17 de septiembre | 10:30 | Aruba                | 0-7 (5i)  | Venezuela            |
| 17 de septiembre | 12:30 | Brasil               | 1-12 (4i) | Estados Unidos       |
| 17 de septiembre | 14:30 | Colombia             | 5-1       | Puerto Rico          |
| 17 de septiembre | 16:30 | Cuba                 | 15-0 (5i) | Brasil               |
| 17 de septiembre | 19:00 | Cuba                 | 5-2       | República Dominicana |
| 18 de septiembre | 08:30 | Estados Unidos       | 11-0 (5i) | Aruba                |
| 18 de septiembre | 10:30 | Aruba                | 0-7 (5i)  | Cuba                 |
| 18 de septiembre | 12:30 | Venezuela            | 5-1       | Cuba                 |
| 18 de septiembre | 14:30 | Puerto Rico          | 1-11 (4i) | Venezuela            |
| 18 de septiembre | 16:30 | República Dominicana | 1-5       | Estados Unidos       |
| 18 de septiembre | 19:00 | República Dominicana | 1-2       | Colombia             |
| 18 de septiembre | 21:00 | Brasil               | 0-10 (4i) | Colombia             |
| 19 de septiembre | 10:30 | Aruba                | 8-3       | Brasil               |
| 19 de septiembre | 12:30 | Puerto Rico          | 16-0 (3i) | Brasil               |
| 19 de septiembre | 14:30 | Puerto Rico          | 3-5       | Cuba                 |
| 19 de septiembre | 16:30 | Colombia             | 3-2       | Estados Unidos       |
| 19 de septiembre | 19:00 | Venezuela            | 7-2       | Colombia             |
| 19 de septiembre | 21:00 | República Dominicana | 1-4       | Venezuela            |
| 20 de septiembre | 10:30 | Colombia             | 5-2       | Aruba                |
| 20 de septiembre | 12:30 | República Dominicana | 11-1 (4i) | Aruba                |
| 20 de septiembre | 14:30 | Estados Unidos       | 5-1       | Cuba                 |
| 20 de septiembre | 16:30 | Puerto Rico          | 0-9 (5i)  | Estados Unidos       |
| 20 de septiembre | 19:00 | República Dominicana | 5-3       | Puerto Rico          |
| 20 de septiembre | 19:30 | Brasil               | 0-8       | Venezuela            |

### Grupo B
| Equipo     | G | P | Av    | Dif |
| ---------- | - | - | ----- | --- |
| Canadá     | 7 | 0 | 1.000 | -   |
| Argentina  | 6 | 1 | 0.857 | 1   |
| México     | 5 | 2 | 0.714 | 2   |
| Guatemala  | 4 | 3 | 0.571 | 3   |
| Bahamas    | 3 | 4 | 0.429 | 4   |
| Panamá     | 2 | 5 | 0.286 | 5   |
| Costa Rica | 1 | 6 | 0.143 | 6   |
| Belice     | 0 | 7 | 0.000 | 7   |

     – Clasifica a la ronda de campeonato.

     – Eliminado.
| Fecha            | Hora  | Visitante  | Resultado | Local      |
| ---------------- | ----- | ---------- | --------- | ---------- |
| 15 de septiembre | 14:30 | Panamá     | 0-5       | Argentina  |
| 15 de septiembre | 17:30 | Guatemala  | 15-0 (3i) | Belice     |
| 15 de septiembre | 20:30 | Canadá     | 20-0 (4i) | Costa Rica |
| 16 de septiembre | 14:00 | México     | -         | Argentina  |
| 16 de septiembre | 16:30 | Panamá     | -         | Canadá     |
| 16 de septiembre | 19:00 | Costa Rica | -         | Belice     |
| 17 de septiembre | 08:30 | Guatemala  | 2-1       | Bahamas    |
| 17 de septiembre | 10:30 | Bahamas    | 7-0 (5i)  | Costa Rica |
| 17 de septiembre | 12:30 | Costa Rica | 14-2 (4i) | Belice     |
| 17 de septiembre | 14:30 | Canadá     | 11-1 (4i) | Belice     |
| 17 de septiembre | 16:30 | Argentina  | 11-0 (6i) | Guatemala  |
| 17 de septiembre | 19:00 | México     | 6-12      | Argentina  |
| 17 de septiembre | 21:00 | México     | -         | Panamá     |
| 18 de septiembre | 08:30 | Canadá     | 8-1 (5i)  | Bahamas    |
| 18 de septiembre | 10:30 | Canadá     | 2-1       | Argentina  |
| 18 de septiembre | 12:30 | Bahamas    | 7-0 (5i)  | Belice     |
| 18 de septiembre | 14:30 | México     | 9-0 (5i)  | Costa Rica |
| 18 de septiembre | 16:30 | Panamá     | 6-13 (6i) | Guatemala  |
| 18 de septiembre | 19:00 | Panamá     | 19-0 (4i) | Belice     |
| 19 de septiembre | 08:30 | Bahamas    | 3-7       | México     |
| 19 de septiembre | 10:30 | Belice     | 0-10 (4i) | México     |
| 19 de septiembre | 12:30 | Argentina  | 15-2 (4i) | Bahamas    |
| 19 de septiembre | 14:30 | Costa Rica | 0-3       | Panamá     |
| 19 de septiembre | 18:30 | Panamá     | 0-1       | Canadá     |
| 19 de septiembre | 19:00 | Canadá     | 6-2       | Guatemala  |
| 19 de septiembre | 21:00 | Argentina  | 12-1 (4i) | Costa Rica |
| 20 de septiembre | 08:30 | Panamá     | 1-2       | Bahamas    |
| 20 de septiembre | 10:30 | Belice     | 0-20 (3i) | Argentina  |
| 20 de septiembre | 12:30 | Guatemala  | 8-0 (4i)  | Costa Rica |
| 20 de septiembre | 14:30 | México     | 4-0       | Guatemala  |
| 20 de septiembre | 16:30 | México     | 4-6       | Canadá     |
| 22 de septiembre | 17:00 | México     | 9-1 (5i)  | Panamá     |

## Ronda de campeonato
| Fecha            | Juego | Hora  | Visitante      | Resultado | Local     |
| ---------------- | ----- | ----- | -------------- | --------- | --------- |
| 22 de septiembre | C3    | 11ː30 | Cuba           | 5-2       | Guatemala |
| 22 de septiembre | C2    | 11ː30 | Argentina      | 5-4       | Venezuela |
| 22 de septiembre | C4    | 14ː00 | Colombia       | 4-6       | México    |
| 22 de septiembre | C1    | 14ː00 | Estados Unidos | 6-5       | Canadá    |
|                  |       |       |                |           |           |
| 23 de septiembre | C5    | 15ː30 | Cuba           | 1-4       | Venezuela |
| 23 de septiembre | C6    | 15ː30 | México         | 7-6       | Canadá    |
| 24 de septiembre | C7    | 9ː00  | Estados Unidos | 2-7       | Argentina |
|                  |       |       |                |           |           |
| 24 de septiembre | C11   | 8ː30  | Canadá         | 2-3       | Cuba      |
|                  |       |       |                |           |           |
| 24 de septiembre | C8    | 11ː30 | Venezuela      | 4-2       | México    |
|                  |       |       |                |           |           |
| 24 de septiembre | C9    | 13ː00 | Estados Unidos | 4-5       | Venezuela |
|                  |       |       |                |           |           |
| 24 de septiembre | C10   | 15ː00 | Argentina      | 2-9 (6i)  | Venezuela |

|  | Semifinal | Semifinal      | Semifinal |   |  | Tercer puesto  | Tercer puesto | Tercer puesto |  |           | Final | Final     | Final |
|  |           |                |           |   |  |                |               |               |  |           |       |           |       |
|  | 2         | Estados Unidos | 2         |   |  |                |               |               |  |           |       |           |       |
|  | 1         | Argentina      | 7         |   |  |                |               |               |  |           |       | Argentina | 2     |
|  |           |                |           |   |  | Estados Unidos | 4             |               |  | Venezuela | 9     |           |       |
|  |           |                | Venezuela | 5 |  |                |               |               |  |           |       |           |       |
|  | 3         | Venezuela      | 4         |   |  |                |               |               |  |           |       |           |       |
|  | 4         | México         | 2         |   |  |                |               |               |  |           |       |           |       |

## Posiciones finales
La siguiente tabla muestra las posiciones finales de los equipos nacionales, la cantidad de puntos a acumular en el ranking, así como los clasificados para las distintas competencias.
|                                | Venezuela            | 11-1 | 500 | Campeonato Mundial                   | Juegos Panamericanos | Juegos Centroamericanos y del Caribe |
|                                | Argentina            | 8-2  | 470 |                                      |                      |                                      |
|                                | Estados Unidos       | 6-4  | 440 |                                      |                      |                                      |
| 4                              | México               | 7-3  | 410 | Juegos Centroamericanos y del Caribe |                      |                                      |
| 5                              | Cuba                 | 7-3  | 380 |                                      |                      |                                      |
| 6                              | Canadá               | 7-3  | 350 |                                      |                      |                                      |
| 7                              | Colombia             | 5-3  | 320 |                                      |                      |                                      |
| 8                              | Guatemala            | 4-4  | 290 |                                      |                      | Juegos Centroamericanos y del Caribe |
| Eliminados en la primera ronda |                      |      |     |                                      |                      |                                      |
| 9                              | República Dominicana | 3-4  | 260 |                                      |                      | Juegos Centroamericanos y del Caribe |
| 10                             | Bahamas              | 3-4  | 230 |                                      |                      |                                      |
| 11                             | Puerto Rico          | 2-5  | 200 |                                      |                      |                                      |
| 12                             | Panamá               | 2-5  | 170 |                                      |                      |                                      |
| 13                             | Aruba                | 1-6  | 140 |                                      |                      |                                      |
| 14                             | Costa Rica           | 1-6  | 110 |                                      |                      |                                      |
| 15                             | Brasil               | 0-7  | 80  |                                      |                      |                                      |
| 16                             | Belice               | 0-7  | 50  |                                      |                      |                                      |

## Equipo estelar
El equipo estelar del Campeonato Panamericano fue seleccionado por la dirección técnica.
| Posición           | Jugador                 |
| ------------------ | ----------------------- |
| Receptor           | Bryan Abrey (CAN)       |
| Primera base       | Edgar López (MEX)       |
| Segunda base       | Ismael Peña (MEX)       |
| Tercera base       | Carlos Carreño (VEN)    |
| Campocorto         | Kris Walushka (CAN)     |
| Jardinero          | Mariano Montero (ARG)   |
| Jardinero          | Juan C. Rodríguez (CUB) |
| Jardinero          | Julio Rodríguez (MEX)   |
| Bateador designado | Luiger Pinto (MEX)      |